# Nestor
Nestor là một chi chim trong họ Strigopidae.
Cùng với kakapo và các loài vẹt đã tuyệt chủng trong chi Nelepsittacus, chúng tạo thành siêu họ vẹt Strigopoidea. Chi Nestor chứa hai loài vẹt còn sót lại từ New Zealand và hai loài tuyệt chủng từ đảo Norfolk và đảo Chatham, New Zealand. Tất cả các loài là những con chim lớn có đuôi vuông ngắn. Một đặc điểm xác định của chi là lưỡi, có đỉnh giống như rìa lông. Sự giống nhau bề ngoài của lưỡi này với lưỡi của lorikeets đã khiến một số nhà phân loại xem xét hai nhóm có liên quan chặt chẽ với nhau, nhưng bằng chứng DNA cho thấy chúng không phải.

## Phân loại
Tất cả bốn loài trong chi Nestor được cho là xuất phát từ một từ 'proto-kākā', cư ngụ trong các khu rừng của New Zealand 5 triệu năm trước. Họ hàng gần nhất của chi là kakapo (Strigops habroptila). Cùng nhau chúng tạo nên Strigopoidea, mà bao gồm một nhóm cổ đã wbao gồm một nhóm cổ đại tách ra khỏi tất cả Psittaciformes trước khi chúng tách ra.

## Các loài
Có hai loài còn tồn tại và ít nhất một loài đã tuyệt chủng được ghi chép lại trong chi Nestor. Người ta biết rất ít về loài thứ tư, Chatham kaka, có thể có cùng loài với một loài kaka khác.
- Kea, Nestor notabilis
- Nestor meridionalis
  - Nestor meridionalis septentrionalis
  - Nestor meridionalis meridionalis
- Nestor productus (tuyệt chủng)
- Nestor sp. (tuyệt chủng)